# Kanadische Badmintonmeisterschaft 1927
Die Kanadische Badmintonmeisterschaft 1927 fand Anfang März in Montreal statt. Es war die sechste Auflage der nationalen kanadischen Titelkämpfe im Badminton. Die Finalspiele wurden am 6. März 1927 ausgetragen.

## Finalresultate
| Disziplin    | Sieger                      | Finalist                     | Ergebnis          |
| ------------ | --------------------------- | ---------------------------- | ----------------- |
| Herreneinzel | Walter Aikman               | D. G. MacLaren               | 15-7, 16-18, 15-9 |
| Dameneinzel  | Eileen George               | D. Massey                    | 11-7, 11-2        |
| Herrendoppel | Jack G. Muir Jack Underhill | E. G. MacLaren Walter Aikman | 15-7, 15-10       |
| Damendoppel  | H. Partington Eileen George | P. Elmsley H. Wrong          | 15-11, 15-5       |
| Mixed        | Walter Aikman K. Archibald  | Jack G. Muir Eileen George   | 15-8, 15-7        |